# Thalictrum peruvianum
Thalictrum peruvianum är en ranunkelväxtart som beskrevs av Trinidad och A.Cano. Thalictrum peruvianum ingår i släktet rutor, och familjen ranunkelväxter. Inga underarter finns listade i Catalogue of Life.